# Temporada de huracanes del Pacífico de 1977
La temporada de huracanes del Pacífico de 1977 es considerado como la temporada menos activa en la historia de la cuenca. Solo se formaron ocho tormentas tropicales y cuatro huracanes; serían empatados y superados, respectivamente, por la temporada de huracanes del Pacífico de 2010. No hubo huracanes mayores; la próxima vez que esto ocurra sería en la temporada de 2003. Además, hubo una sola tormenta en mayo hasta en octubre, que también es baja; las otras tres tormentas fueron en septiembre. La actividad en el Pacífico central era cero, ya que no se formaron tormentas ni se movieron desde el este.
En la temporada tuvo el menor número de tormentas tropicales desde que comenzaron los registros confiables en 1949, produciendo 17 depresiones tropicales, 8 de las cuales se convirtieron en tormentas tropicales o huracanes. Acerca de la temporada, inició oficialmente el 15 de mayo en el Océano Pacífico Oriental, el 1 de junio en el Pacífico Central, estos finalizarán el 30 de noviembre de 1977 en ambas zonas. Estas fechas delimitan convencionalmente el período de cada año cuando la mayor parte de ciclones tropicales se forman en el océano Pacífico. Sin embargo, la formación de ciclones tropicales son posibles en cualquier tiempo.
La primera tormenta de la temporada, la tormenta tropical Ava, se formó en la costa suroeste de México el 26 de mayo. Entre junio y agosto, se formaron tres tormentas nombradas, con una formación en cada mes. Septiembre fue el mes más activo, produciendo tres tormentas de tormenta nombrada. Una de esas tormentas fue el huracán Florence, el más fuerte de la temporada. La depresión tropical Diecisiete, la última tormenta del año, se disipó el 23 de octubre. Esta temporada fue la última en usar las listas de nombres anteriores que solo tenían nombres femeninos. Comenzando en la temporada de 1978, las listas de nombres comenzaron a incluir nombres masculinos.

## Resumen de la temporada
La baja actividad estacional también se produjo en la temporada de huracanes del Atlántico y en la temporada de tifones del Pacífico occidental. Esta fue una tendencia mundial; Varios factores inhibieron el desarrollo de ciclones tropicales en todo el hemisferio norte, dando como resultado un bajo nivel récord de ciclones tropicales en todo el mundo. El huracán Anita de la temporada de huracanes en el Atlántico de 1977 cruzó a la cuenca, sin embargo, no fue renombrado porque no alcanzó el estado de tormenta tropical en la cuenca.

## Ciclones tropicales

### Tormenta tropical Ava
La tormenta tropical Ava se formó el 26 de mayo a unas 600 millas (965 km) al suroeste de Manzanillo. Se movió hacia el norte, intensificándose rápidamente en una tormenta tropical. En su intensidad máxima tenía vientos de 65 mph (101 km/h) y la presión barométrica de 997 mbar. Se debilitó a una depresión tropical el 29 de mayo y se disipó el 30 de mayo a unas 390 millas (630 km) al oeste de Manzanillo.

### Depresión tropical Dos
la depresión tropical dos se formó a 70 millas (110 km) al suroeste de la frontera entre Honduras y Nicaragua. El 1 de junio se disipó justo frente a la costa de El Salvador.

### Depresión tropical Tres
La depresión tropical Tres se formó 350 millas (565 km) al oeste de la frontera entre Honduras y Nicaragua el 9 de junio. Dos días más tarde se disipó en casi el mismo lugar.

### Tormenta tropical Bernice
La tormenta tropical Bernice se formó el 25 de junio a unas 555 millas (895 km) al sureste de Acapulco. Se movió hacia el noroeste y se fortaleció a una tormenta tropical el 26 de junio. En su intensidad máxima tenía vientos de 40 mph (64 km/h). Continuó moviéndose al noroeste y se disipó el 28 de junio a unas 890 millas (1430 km) al oeste de Cabo San Lucas, México.

### Huracán Claudia
El huracán Claudia se formó el 3 de julio a unas 580 millas (935 km) al sur de Cabo San Lucas, México. Se movió hacia el oeste, intensificándose rápidamente en una tormenta tropical y convirtiéndose en un huracán el 4 de julio. En su intensidad máxima tenía vientos de 90 mph (148 km/h). Continuó moviéndose hacia el oeste, debilitándose a una tormenta tropical el 5 de julio antes de disiparse el 7 de julio.

### Depresión tropical Seis
Esta depresión existió desde el 8 de julio hasta el 9 de julio en la costa suroeste de la península de Baja California.

### Depresión tropical Siete
Esta depresión existió desde el 9 de julio hasta el 10 de julio.

### Depresión tropical Ocho
Esta depresión existió el 25 de julio.

### Depresión tropical Nueve
Esta depresión existió desde el 1 de agosto hasta el 2 de agosto.

### Huracán Doreen
El huracán Doreen se formó el 13 de agosto y se movió hacia el norte. Al día siguiente se intensificó en un huracán. En su intensidad máxima tenía vientos de 75 mph (121 km/h) y la presión más baja de 979 mbar, por lo que es la presión más baja medida de la temporada. Fue paralelo a México, moviéndose hacia el norte. Desplazó el extremo oeste de México el 16 de agosto y se disipó antes de llegar a California el 18 de agosto. Sin embargo, los remanentes del huracán trajeron fuertes lluvias a California. La cantidad más alta reportada fue de 7,45 pulgadas en el Monte San Jacinto en el sur de California.
En las áreas desérticas en la parte suroeste del estado, las lluvias destruyeron 325 hogares y negocios y causaron la evacuación de varias personas. Partes de la interestatal 8 recientemente reparada fueron destruidas nuevamente, y dos de las líneas de la Interestatal 15 entre Barstow y Las Vegas fueron arrasadas. En San Diego y el Condado Imperial, el daño total a los intereses agrícolas fue de $ 25 millones (1977 USD).

### Depresión tropical Once (Anita)
El 29 de agosto, una depresión tropical se formó sobre el Golfo de México y rastreó lentamente hacia el oeste. Se fortaleció rápidamente, alcanzando la fuerza de huracán dentro de las 30 horas de la formación. Finalmente logró el estatus de un huracán categoría 5 antes de tocar tierra en el norte de México el 2 de septiembre. El terreno montañoso de México casi provocó que Anita se disipara; sin embargo, su circulación sobrevivió al cruce y emergió sobre el Pacífico el 3 de septiembre como una depresión tropical. El sistema presentaba un área de convección de 300 millas (485 km) de ancho y viajaba hacia el oeste en respuesta a una cresta sobre Baja California. La depresión atravesó Islas Marías y pronto se movió sobre aguas más frías, lo que provocó el debilitamiento. Al carecer de soporte térmico, la depresión degeneró en un mínimo remanente el 3 de septiembre en el extremo sur de Baja California Sur.

### Tormenta tropical Emily
La tormenta tropical Emily se formó el 13 de septiembre y se desplazó hacia el noroeste. En su intensidad máxima tenía vientos de 40 mph (64 km/h). Continuó moviéndose al noroeste y se disipó el 14 de septiembre a unas 875 millas (1410 km) al oeste de Cabo San Lucas, México.

### Depresión tropical Trece
Esta depresión existió desde el 19 de septiembre hasta el 23 de septiembre.

### Huracán Florence
Una depresión tropical se formó el 20 de septiembre y se movió hacia el norte, intensificándose en una tormenta tropical al día siguiente. El 22 de septiembre se convirtió en el huracán Florence. En su intensidad máxima de 105 mph (165 km/h), Florence se convirtió en la tormenta más fuerte de la temporada. Se movió hacia el noreste y se disipó el 24 de septiembre. Sus remanentes provocaron lluvias en California.

### Tormenta tropical Glenda
La tormenta tropical Glenda se formó el 24 de septiembre y se desplazó hacia el noroeste. En su intensidad máxima tenía vientos de 40 mph (64 km/h). Continuó moviéndose al noroeste y se disipó el 27 de septiembre.

### Huracán Heather
Una depresión tropical se formó el 4 de octubre a unas 495 millas (800 km) al oeste de Acapulco, México. Rápidamente se intensificó en una tormenta tropical cuando se movió hacia el noroeste, y se convirtió en huracán Heather el 5 de octubre. En su intensidad máxima tenía vientos de 85 mph (138 km/h). Se movió al norte-noreste y se disipó el 7 de octubre. Los restos de Heather continuaron moviéndose en esa dirección y trajeron lluvia a Arizona. Hasta 14 pulgadas cayeron en las montañas del sureste de Arizona.

### Depresión tropical Diecisiete
Esta depresión existió desde el 22 de octubre hasta el 23 de octubre en la costa suroeste de la península de Baja California.

## Nombres de los ciclones tropicales
| Océano Pacífico nororiental y central                                    | Océano Pacífico nororiental y central | Océano Pacífico nororiental y central                                                                 |
| ------------------------------------------------------------------------ | --- | --- |
| - Ava - Bernice - Claudia - Doreen - Emily - Florence - Glenda - Heather | - Irah (sin usar) - Jennifer (sin usar) - Katherine (sin usar) - Lillian (sin usar) - Mora (sin usar) - Natalie (sin usar) - Odessa (sin usar) - Prudence (sin usar) | - Roslyn (sin usar) - Silvia (sin usar) - Tillie (sin usar) - Victoria (sin usar) - Wallie (sin usar) |

Los ciclones tropicales son fenómenos que pueden durar desde unas cuantas horas hasta un par de semanas o más. Por ello, puede haber más de un ciclón tropical al mismo tiempo y en una misma región. Los pronosticadores meteorológicos asignan a cada ciclón tropical un nombre de una lista predeterminada, para identificarlo más fácilmente sin confundirlo con otros. La Organización Meteorológica Mundial (OMM) ha designado centros meteorológicos regionales especializados a efectos de monitorear y nombrar los ciclones.
Esta es la misma lista utilizada en la temporada de 1973. Esta es también la última vez que se utilizó esta lista, ya que los nombres modernos comenzaron en 1978. Esta es la última temporada de huracanes en el Pacífico en tener listas con solo nombres femeninos .El Pacífico Central usó nombres y números de la lista de tifones del Pacífico occidental. No se requieren nombres